# Виноградов, Анатолий Иванович
Анатолий Иванович Виноградов (1925 — 2001) — советский передовик производства в системе радиопромышленности. Герой Социалистического Труда (1966).

## Биография
Родился 20 ноября 1925 года в посёлке Парголово Санкт-Петербурга в семье рабочего-обувщика.
В 1941 году закончил восемь классов Ленинградской средней школы, после начала войны просился на фронт, но там отказали по причине возраста, предложив стать бойцом МПВО. С 1943 года призван в ряды РККА и направлен в действующую армию, участвовал в боях под Колпино, Пулково и на Карельском перешейке. В 1944 году — старший радиотелеграфист батареи управления 28-й миномётной бригады 23-й артиллерийской дивизии прорыва РГК на Ленинградском фронте. Был ранен под Нарвой. В 1945 году — старший телефонист батареи 76-миллиметровых пушек 791-го стрелкового полка 135-й стрелковой дивизии 1-го Украинского фронта.
С 1950 года после демобилизации из Вооруженных Сил, работал регулировщиком на  одном из старейших радиотехнических приборостроительных предприятий Ленинградском государственном заводе имени Н. Г. Козицкого, вскоре получил высший 6-й разряд и за высокие производственные показатели в 1961 году А. И. Виноградов стал «ударником коммунистического труда» .
29 июля 1966 года Указом Президиума Верховного Совета СССР «за выдающиеся заслуги в выполнении заданий семилетнего плана 1959-1965 годов и создание новой техники » Анатолий Иванович Виноградов был удостоен звания Героя Социалистического Труда с вручением Ордена Ленина и золотой медали «Серп и Молот».
Задания девятой, десятой и одиннадцатой пятилеток также выполнил досрочно. Его рабочий стол превратился в место для экспериментов. Многие полезные приёмы монтажа и настройки аппаратуры, рожденные здесь, нашли применение не только на самом заводе, но и за его пределами Для оказания технической помощи по освоению изделий, поставляемых СССР выезжал в ГДР, Вьетнам, Венгрию, Польшу, Индонезию.
Помимо основной деятельности избирался депутатом Василеостровского районного Совета нескольких созывов, народным заседателем Верховного суда СССР, членом Ленинградского областного комитета защиты мира.
Умер 20 декабря 2001 года,похоронен в Санкт-Петербурге на Смоленском православном кладбище.

## Награды
- Медаль «Серп и Молот» (29.07.1966)
- Орден Ленина (29.07.1966)
- Орден Отечественной войны I степени (11.03.1985)
- Орден Трудового Красного Знамени (8.06.1977)
- Орден Красной Звезды (29.02.1944, 15.04.1945)
- Медаль «За победу над Германией в Великой Отечественной войне 1941—1945 гг.»